# Comissió de la Veritat i la Reconciliació
La Comissió de la Veritat i la Reconciliació és un tipus de comissió que s'estableix per a aclarir globalment la violació de drets humans. Són "òrgans oficials, temporals i de constatació de fets que no tenen caràcter judicial i s'ocupen d'investigar abusos dels drets humans o el dret humanitari que s'hagen comès durant diversos anys" als quals es recorre quan el mecanisme judicial presenta massa limitacions. Així i tot, hi ha uns pocs casos que han arribat a emprar-se com a pas previ a un procés judicial. Les comissions de la veritat són un mecanisme extrajudicial d'investigació que s'utilitza quan es passa d'un règim dictatorial a un de democràtic o quan es pretén superar un conflicte armat.
La reconciliació que se cerca amb aquestes comissions no és una amnistia general i automàtica, ni un oblit ni impunitat, sinó com a part de la memòria històrica que permet la reconciliació de la comunitat. Aquesta tasca de la comissió no està exempta de polèmiques.
Aquestes organitzacions són polèmiques perquè la cerca de la veritat per davant de la justícia és arribat a considerar que el resultat (la veritat) és comparable a la justícia. A més, més enllà de la feina feta per la comissió de la veritat, queda la voluntat política posterior per implementar les recomanacions sorgides de la comissió, cosa que és poc usual pel seu cost financer i polític.
Perquè una comissió de la veritat tinga èxit cal que reunisca una sèrie de factors.